# Manhwabang
Manhwabang (dt. Manhwahalle, dt. wörtlich: Manhwaraum) sind Läden in Südkorea, in denen je nach Größe des Ladens viele Manhwas, Mangas, Manhuas, Comics, manchmal auch Animes vorhanden sind. Man kann sich dort Manhwas ausleihen oder vor Ort lesen.
Je nach Menge der ausgeliehenen Ware kostet es entsprechend. Meist muss man sie am nächsten Tag zurückbringen, manchmal auch nach einer Woche. Bei Verspätungen gibt es ein Strafgeld.